# Springfield (Comtat de Fayette)
Springfield (en anglès: Springfield Township) és un municipi situat al comtat de Fayette de l'estat nord-americà de Pennsilvània. L'any 2000 tenia una població de 3.111 habitants i una densitat poblacional de 20 persones per km².
Segons l'Oficina del Cens el 2000 els ingressos mitjans per llar en la localitat eren de $29,133 i els ingressos mitjans per família eren de $32,160. Els homes tenien uns ingressos mitjans de $26,644 enfront dels $18,625 per a les dones. La renda per capita de la localitat era de $12,608. Al voltant del 21,7% de la població estava per sota del llindar de pobresa.